# Apostelhaus (Schweinfurt)

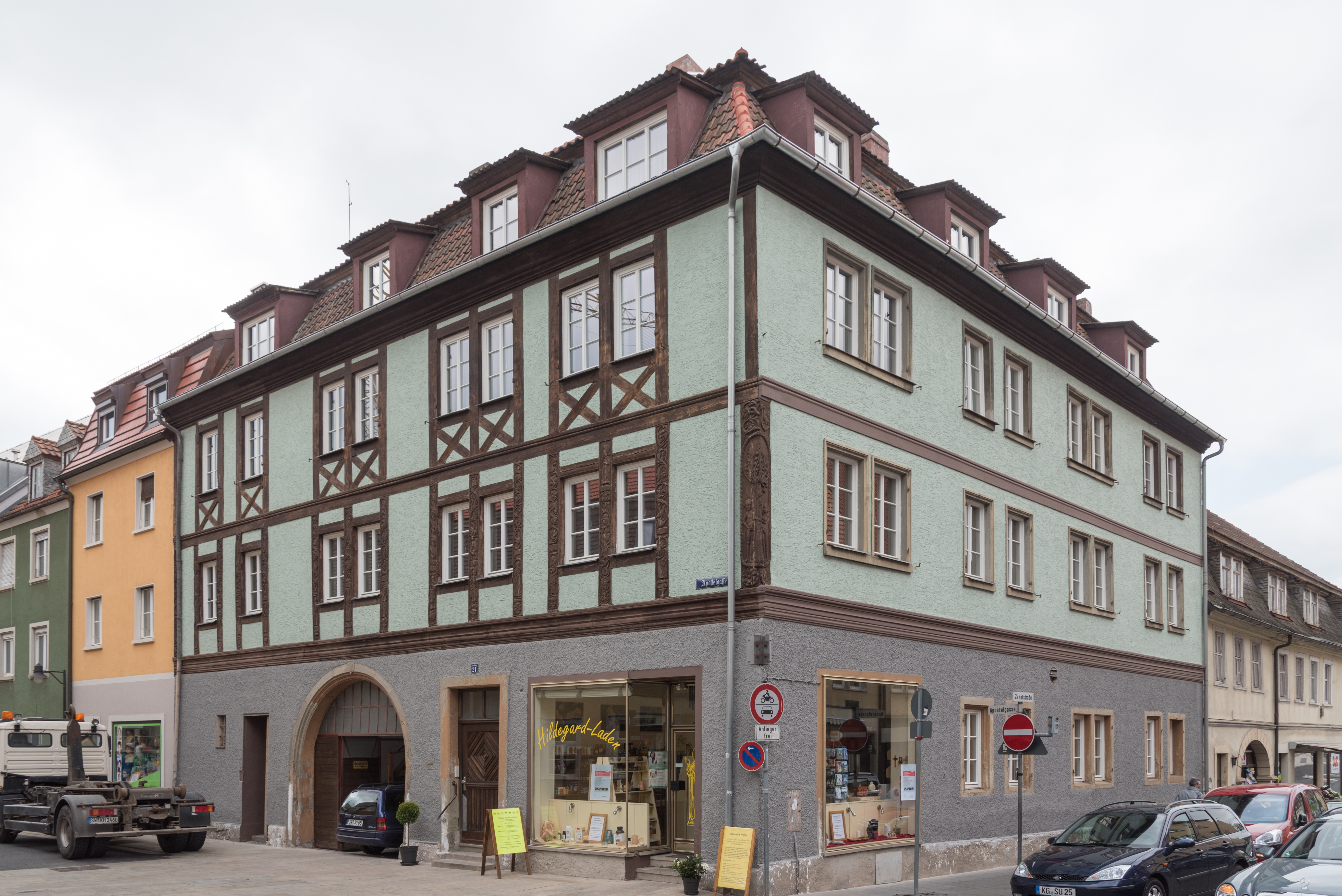
Apostelhaus

Das Apostelhaus, auch Zwölfapostelhaus, ist ein aus dem 17. Jahrhundert stammendes Wohn- und Geschäftshaus in Schweinfurt.

## Lage
Das Apostelhaus steht im westlichen Bereich der Schweinfurter Altstadt in der Apostelgasse, Ecke Zehntstraße, unweit des Zeughauses.

## Beschreibung
Das Apostelhaus ist unter der Aktennummer D-6-62-000-27 als Baudenkmal in die Bayerische Denkmalliste eingetragen.
Als eines der wenigen heute noch erhaltenen historischen Wohngebäude ist das Apostelhaus von besonderer kulturgeschichtlicher Bedeutung.
Das Gebäude wurde 1617 mit massivem Erdgeschoss und einem Fachwerkobergeschoss in Ecklage an der Kreuzung Apostelgasse, Lange Zehntgasse fertiggestellt. Am rundbogigen Tor befindet sich die Bezeichnung „M W 1617“. Die Apostelgasse hieß ursprünglich Scheuerngasse oder Bey den Scheuern und wurde spätestens 1833 nach dem Apostelhaus benannt.  Das Haus wurde frühestens 1913 um ein Vollgeschoss und ein Mansardgeschoss aufgestockt. Im ersten Obergeschoss befinden sich noch zwölf originale Fenstersäulen und die originale Ecksäule mit reichem Schnitzwerk. Die Ornamente stellen neben Laubwerk und die Apostel, Christus sowie Adam und Eva dar.

## Heutige Nutzung
Heute ist das Gebäude ein Wohn- und Geschäftshaus.

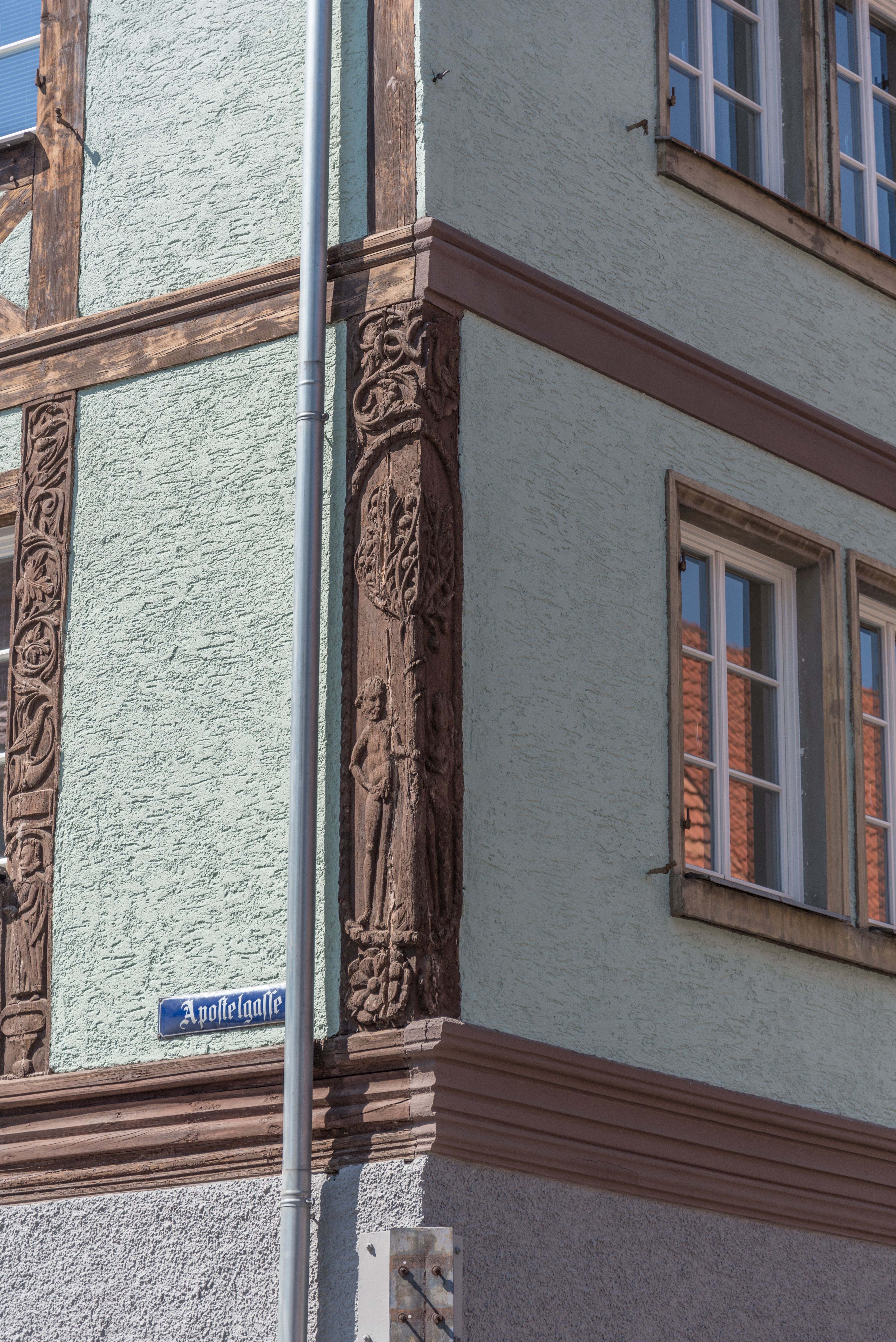
Ecksäule Adam und Eva
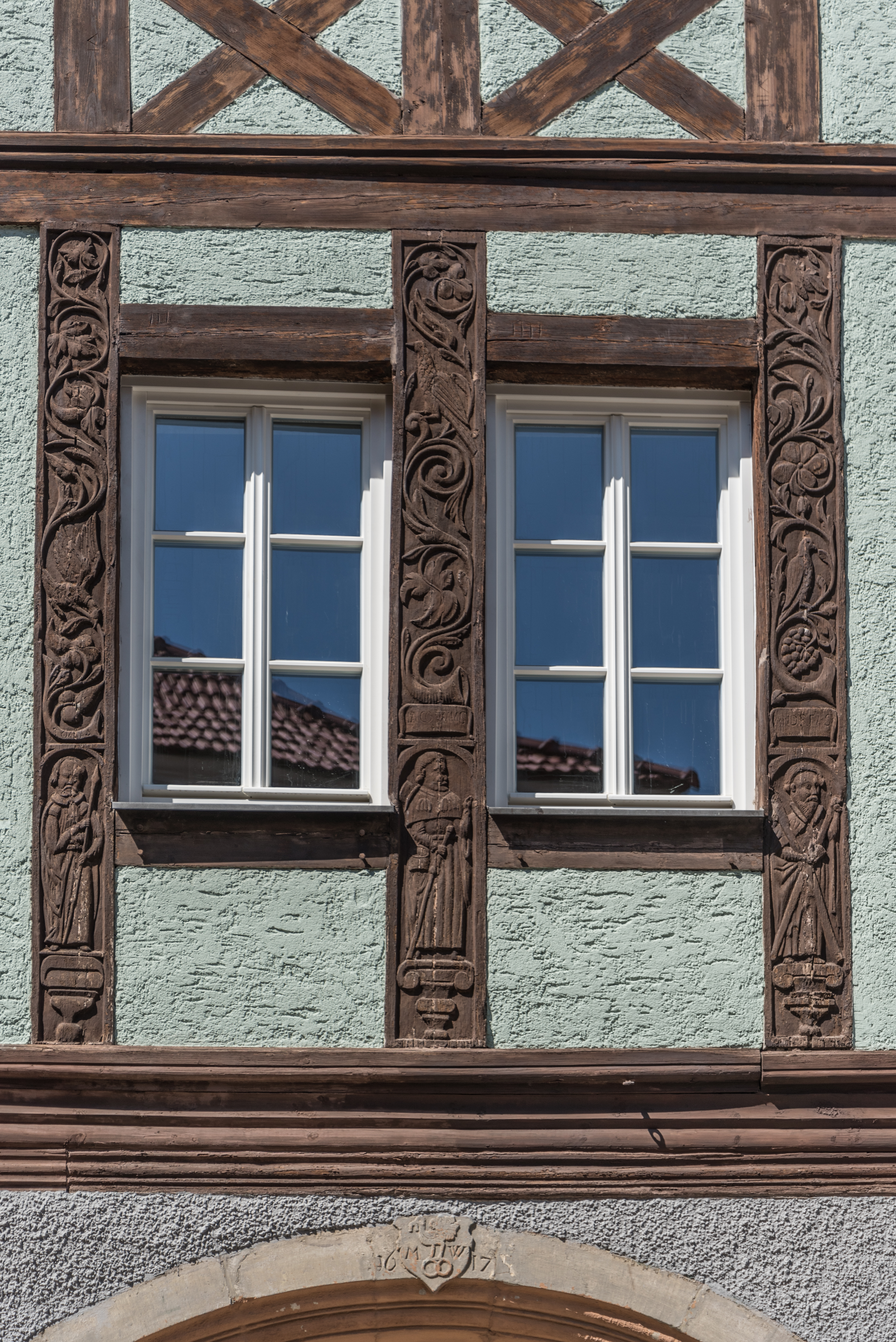
Fenstersäulen im Obergeschoss
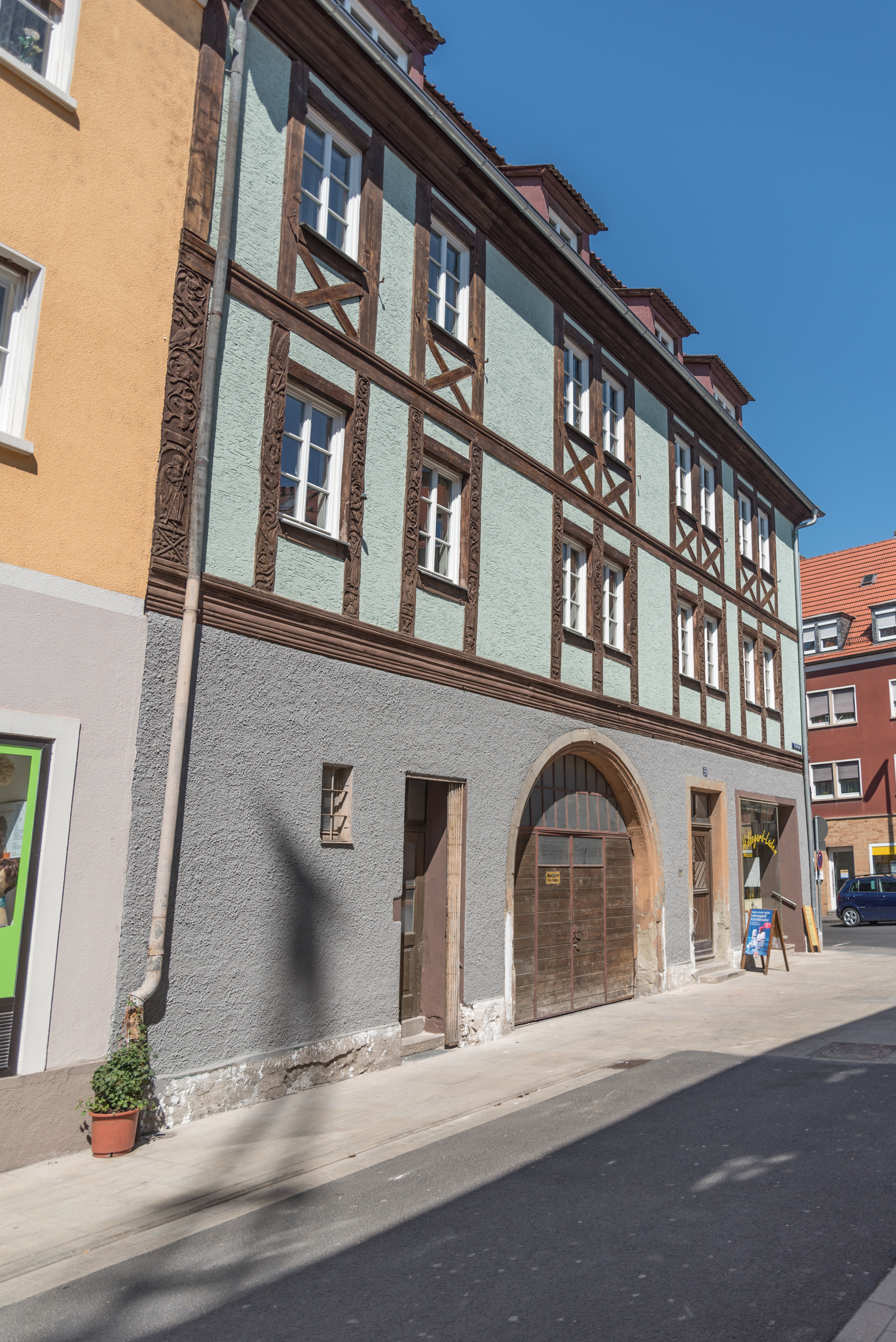
Ansicht Apostelgasse von Süden